# Милева Лајовић-Лалатовић
Милева Лајовић-Лалатовић (Нишкић, април 1920 — јун 1943), учесница Народноослободилачке борбе.

## Биографија
Милева Лајовић-Лалатовић – револуционарка, борац Пете пролетерске црногорске ударне бригаде. Основну школу и гимназију завршила је у Никшићу. Посебно интересовање и надареност у гимназијским данима испољила је за француски језик и математику. У том периоду свог живота упознала се са Пунишом Лалатовићем, својим будућим супругом. Уписала се на Филозофски факултет у Београду гдје је убрзо пришла студентском покрету који је под руководством КПЈ организовао демонстрације против приступања Краљевине Југославије Тројном пакту. Године 1940. заједно са Пунишом Лалатовићем била је примљена у чланство КПЈ. Наредне године је са Пунишом ступила у брак, непосредно пред устанак 1941. године. Заједно са својим супругом радила је на организовању устанка народа у никшићком крају против окупатора. Као командант Луковског батаљона, Пуниша Лалатовић је у борби против Италијана 6. јануара 1942. године на Жировници био смртно рањен, да би потом убрзо умро у партизанској болници у Шипачну надомак Никшића. Милева је по мужевој смрти наставила са својим револуционарним активностима. Радила је са омладином, а затим била изабрана за секретара Луковског народноослободилачког одбора. У тренутку када је формирана Пета пролетерска црногорска ударна бригада, Милева Лајовић-Лалатовић је од првог дана ступила у њене редове. Од новембра 1942. године била је члан члан Политодјела Пете пролетерске бригаде. Приликом повратка из борби са Сутјеске, четничке снаге су Милеви и њеним саборцима поставиле засједу на путу између Пиве и Голије јуна 1943. године. У тој неравноправној борби Милева је изгубила живот заједно са својим саборцима. Једна Основна школа у Никшићу носи име ове револуционарке и жене борца.